# Mycomya qingchengana
Mycomya qingchengana är en tvåvingeart som beskrevs av Wu och Yang 1995. Mycomya qingchengana ingår i släktet Mycomya och familjen svampmyggor.
Artens utbredningsområde är Sichuan (Kina). Inga underarter finns listade i Catalogue of Life.